# Dystrophie (Ökologie)

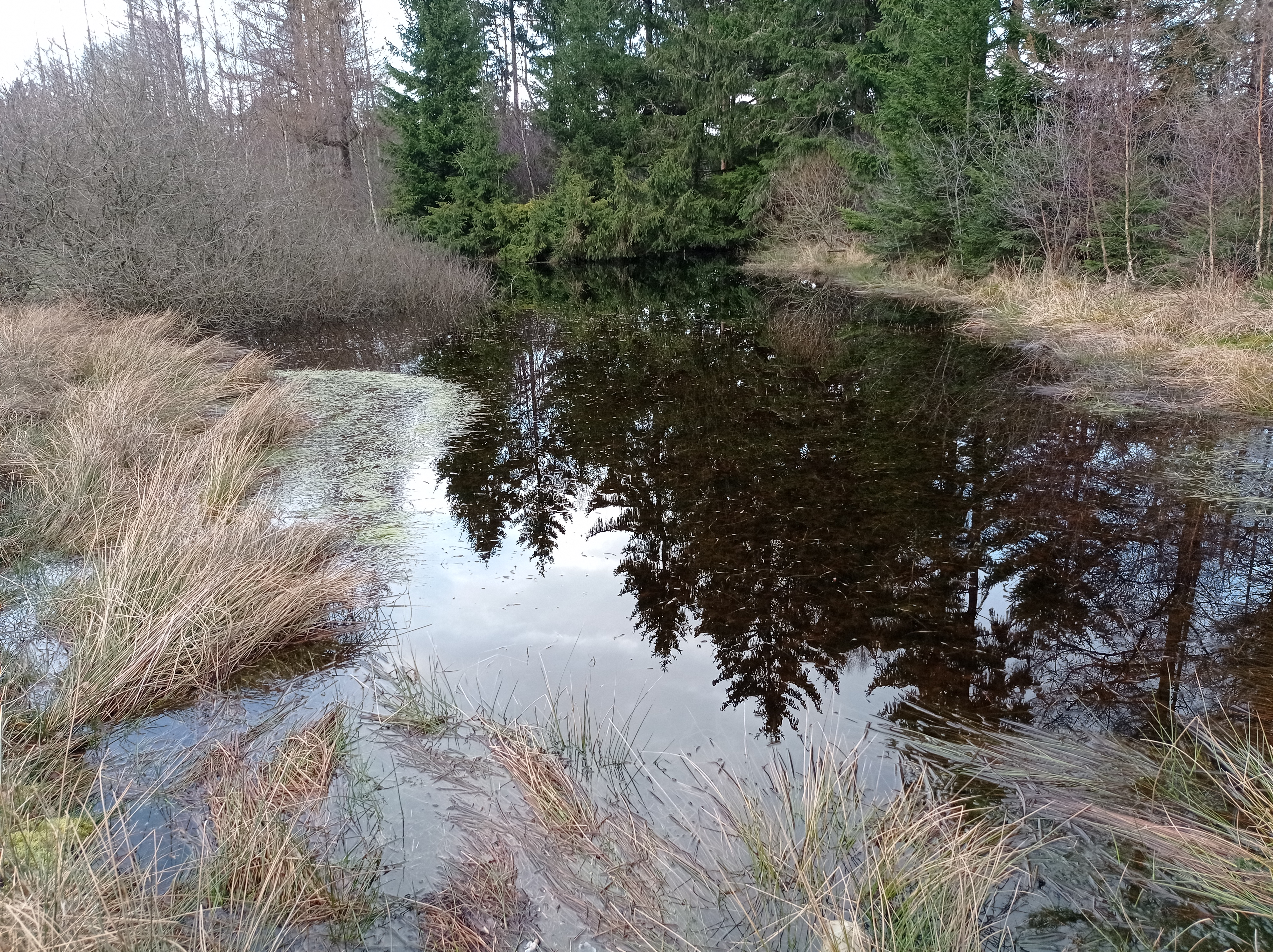
Dystropher Teich im Moorbereich des Schwarzen Bruchs in Lichtenau, Kreis Paderborn

Dystrophie bezeichnet in der Ökologie, speziell in der Limnologie, den Wasserzustand nährstoffarmer, huminsäurereicher und kalkfreier Gewässer, die entsprechend als dystrophe Gewässer bezeichnet werden. Gewässer dieses Typs sind durch den hohen Anteil an gelösten Humussubstanzen braun gefärbt und werden entsprechend auch als Braunwasserseen bezeichnet.
In diese Kategorie fallen vor allem Moorgewässer und Gewässer in Bruchwäldern mit einem hohen Laubwurfanteil, die Humussubstanzen stammen aus der moorreichen Umgebung der Gewässer. In dystrophen Seen ist nur sehr wenig Phytoplankton zu finden, allerdings verfügen sie über ein reiches Vorkommen von Zooplankton; aufgrund des sauerstoffarmen Tiefenwassers ist die Bodenfauna zudem sehr artenarm.
Die typische Sedimentform dieser Gewässer ist der Dy bzw. Torfschlamm.

## Belege
1. 1 2  Winfried Lampert, Ulrich Sommer: Limnoökologie. Georg Thieme Verlag Stuttgart 1993; S. 375. ISBN 3-13-786401-1
2. 1 2 3  Stichwort „Braunwasserseen.“ In: Herder-Lexikon der Biologie. Spektrum Akademischer Verlag GmbH, Heidelberg 2003. ISBN 3-8274-0354-5
3. ↑  Jürgen Schwoerbel: Einführung in die Limnologie. Gustav Fischer Verlag, Stuttgart, Jena 1993.